# Zlatá liga 2002
Zlatá liga 2002 – 5. edice cyklu lehkoatletických mítinku Zlatá liga se uskutečnila od 28. června do 6. září roku 2002. Pro atlety a atletky kteří zvítězili ve všech šesti závodech byla vypsána prémie 1 milionu dolarů. V sedmi závodech to dokázali: Hišám Al-Karúdž, Félix Sánchez, Marion Jonesová a Ana Guevaraová. 

## Mítink
| Datum        | Závod                | Stadion                 | Město  |
| ------------ | -------------------- | ----------------------- | ------ |
| 28. červen   | Bislett Games        | Bislett Stadion         | Oslo   |
| 5. červenec  | Meeting de Paris     | Stade de France         | Paříž  |
| 12. červenec | Golden Gala          | Stadio Olimpico         | Řím    |
| 19. červenec | Meeting Herculis     | Fontvieille, Monako     | Monako |
| 16. srpen    | Weltklasse Zürich    | Letzigrund              | Curych |
| 30. srpen    | Memoriál Van Dammeho | Stadion krále Baudouina | Brusel |
| 6. září      | ISTAF                | Olympiastadion Berlín   | Berlín |

## Výsledky
| Disciplína      | Norsko               | Francie            | Itálie               | Monako             | Švýcarsko          | Belgie            | Německo              |
| --------------- | -------------------- | ------------------ | -------------------- | ------------------ | ------------------ | ----------------- | -------------------- |
| Muži            |                      |                    |                      |                    |                    |                   |                      |
| 100 m           | Dwain Chambers       | Maurice Greene     | Maurice Greene       | Maurice Greene     | Tim Montgomery     | Tim Montgomery    | Dwain Chambers       |
| 1 500 m Mile    | Hišám Al-Karúdž      | Hišám Al-Karúdž    | Hišám Al-Karúdž      | Hišám Al-Karúdž    | Hišám Al-Karúdž    | Hišám Al-Karúdž   | Hišám Al-Karúdž      |
| 3 000 m 5 000 m | Benjamin Limo        | Benjamin Limo      | Salah Hissou         | Benjamin Limo      | Sammy Kipketer     | Abderrahim Gumrí  | Luke Kipkosgei       |
| 400 m překážek  | Félix Sánchez        | Félix Sánchez      | Félix Sánchez        | Félix Sánchez      | Félix Sánchez      | Félix Sánchez     | Félix Sánchez        |
| Skok o tyči     | Tim Mack             | Romain Mesnil      | Tim Lobinger         | Jeff Hartwig       | Lars Börgeling     | Alexandr Averbuch | Alexandr Averbuch    |
| Trojskok        | Jonathan Edwards     | Jonathan Edwards   | Walter Davis         | Christian Olsson   | Jonathan Edwards   | Walter Davis      | Christian Olsson     |
| Ženy            |                      |                    |                      |                    |                    |                   |                      |
| 100 m           | Marion Jonesová      | Marion Jonesová    | Marion Jonesová      | Marion Jonesová    | Marion Jonesová    | Marion Jonesová   | Marion Jonesová      |
| 400 m           | Ana Guevaraová       | Ana Guevaraová     | Ana Guevaraová       | Ana Guevaraová     | Ana Guevaraová     | Ana Guevaraová    | Ana Guevaraová       |
| 1 500 m         | Maria Cioncanová     | Nicole Teter       | Maria Mutolaová      | Regina Jacobsová   | Gabriela Szabóová  | Süreyya Ayhan     | Süreyya Ayhan        |
| 3 000 / 5 000 m | Gabriela Szabóová    | Gabriela Szabóová  | Edith Masai          | Gabriela Szabóová  | Berhane Adereová   | Berhane Adereová  | Berhane Adereová     |
| 100 m překážek  | Gail Deversová       | Gail Deversová     | Gail Deversová       | Gail Deversová     | Glory Alozieová    | Gail Deversová    | Gail Deversová       |
| Hod oštěpem     | Osleidys Menéndezová | Tatyana Shikolenko | Osleidys Menéndezová | Tatyana Shikolenko | Tatyana Shikolenko | Nikolett Szabo    | Osleidys Menéndezová |